# Flaga CARICOM
Flaga CARICOM – oficjalna flaga Karaibskiej Wspólnoty i Wspólnego Rynku (CARICOM).

## Symbolika
Dwa pasy na fladze przedstawiają niebo i morze a żółty krąg słońce, w którego centrum znajdują się inicjały CC, co odczytujemy, jako - ang. Caribbean Community.